# 산요 물산
산요 물산(일본어: 三洋物産 산요붓산 さんようぶっさん[*])은 파친코 기기를 제조, 개발하는 일본의 주식회사이다. 본사는 아이치현 나고야시에 위치해 있다.